# Lista över svenska riksområden efter Human Development Index

Karta över svenska regioner efter Human Development Index 2017.
> 0,930
0,930 - 0,920
0,920 - 0,910
0,910 - 0,906
< 0,906

Det här är en lista över svenska riksområden efter Human Development Index.
| Rankning              | Riksområde            | HDI                   | Jämförbara länder (2019)           |
| Mycket högt HDI-värde | Mycket högt HDI-värde | Mycket högt HDI-värde | Mycket högt HDI-värde              |
| --------------------- | --------------------- | --------------------- | ---------------------------------- |
| 1                     | Stockholm             | 0,970                 | Norge                              |
| –                     | Sverige (medelvärde)  | 0,945                 | Australien, Nederländerna          |
| 2                     | Västsverige           | 0,942                 | Australien, Nederländerna, Denmark |
| 3                     | Sydsverige            | 0,937                 | Finland, Singapore                 |
| 3                     | Övre Norrland         | 0,937                 | Finland, Singapore                 |
| 5                     | Östra Mellansverige   | 0,934                 | Storbritannien                     |
| 5                     | Småland och öarna     | 0,934                 | Storbritannien                     |
| 7                     | Mellersta Norrland    | 0,928                 | Kanada                             |
| 8                     | Norra Mellansverige   | 0,923                 | Österrike                          |